# Bjarne Andersson
Bjarne Lennart Andersson (* 28. April 1940 in Motala; † 12. August 2004 in Mora) war ein schwedischer Skilangläufer.

## Werdegang
Andersson, der für den IFK Mora startete, wurde im Jahr 1964 Vierter und im folgenden Jahr Zweiter beim Wasalauf. Bei den nordischen Skiweltmeisterschaften 1966 in Oslo belegte er über 15 km und mit der Staffel jeweils den vierten Platz. Im selben Jahr siegte er im 30-km-Lauf bei den Svenska Skidspelen. Zwei Jahre später gewann er bei den Olympischen Winterspielen 1968 in Grenoble die Silbermedaille mit der Staffel und errang den sechsten Platz über 15 km. Ebenfalls im Jahr 1968 kam er beim Wasalauf auf den vierten Platz. Drei Jahre später wurde er Zweiter beim Wasalauf. Bei schwedischen Meisterschaften siegte er im Jahr 1966 über 30 km und 1968 über 15 km. Zudem wurde er achtmal Meister mit der Staffel (1963, 1966, 1968–1973). Nach seiner aktiven Laufbahn von 1976 bis 1980 war er Cheftrainer der schwedischen Nationalmannschaft.